# Joe Benton
Joseph Edward Benton, kallad Joe Benton, född 28 september 1933 är en brittisk politiker inom Labourpartiet. Han representerade valkretsen Bootle i Brittiska underhuset från 1990, då han valdes i ett fyllnadsval, till 2015. Benton är abortmotståndare.
Dagen före parlamentsvalet 2010 fick Benton köras akut till sjukhus då en hund bet av hans pekfinger under sista minuten-kampanjande. Han delade ut flygblad när en pitbull attackerade honom.